# Neopodoctis ceylonensis
Neopodoctis ceylonensis is een hooiwagen uit de familie Podoctidae.